# Leão (astrologia)
Leão ou Leo (♌) é o quinto signo astrológico do zodíaco, situado entre Câncer/Caranguejo e Virgem e associado à constelação de Leo. Seu símbolo é um leão. Forma com Áries/Carneiro e Sagitário a triplicidade dos signos do Fogo. É também um dos quatro signos fixos, juntamente com Touro, Escorpião e Aquário. Com pequenas variações nas datas dependendo do ano, os leoninos e leoninas são as pessoas nascidas entre 22 de Julho e 
22 de Agosto.

## Mitologia
O Leão da Nemeia (Leão do tamanho de um elefante e couro tão resistente quanto de um crocodilo) que devastava a região e o povo não conseguia matar, foi estrangulado por Hércules no 1.º de seus 12 trabalhos.